# Lamippella delamarei
Lamippella delamarei is een eenoogkreeftjessoort uit de familie van de Lamippidae. De wetenschappelijke naam van de soort is voor het eerst geldig gepubliceerd in 1965 door Bouligand.